# Mont-blanc (gâteau)
Pour les articles homonymes, voir Mont Blanc (homonymie).

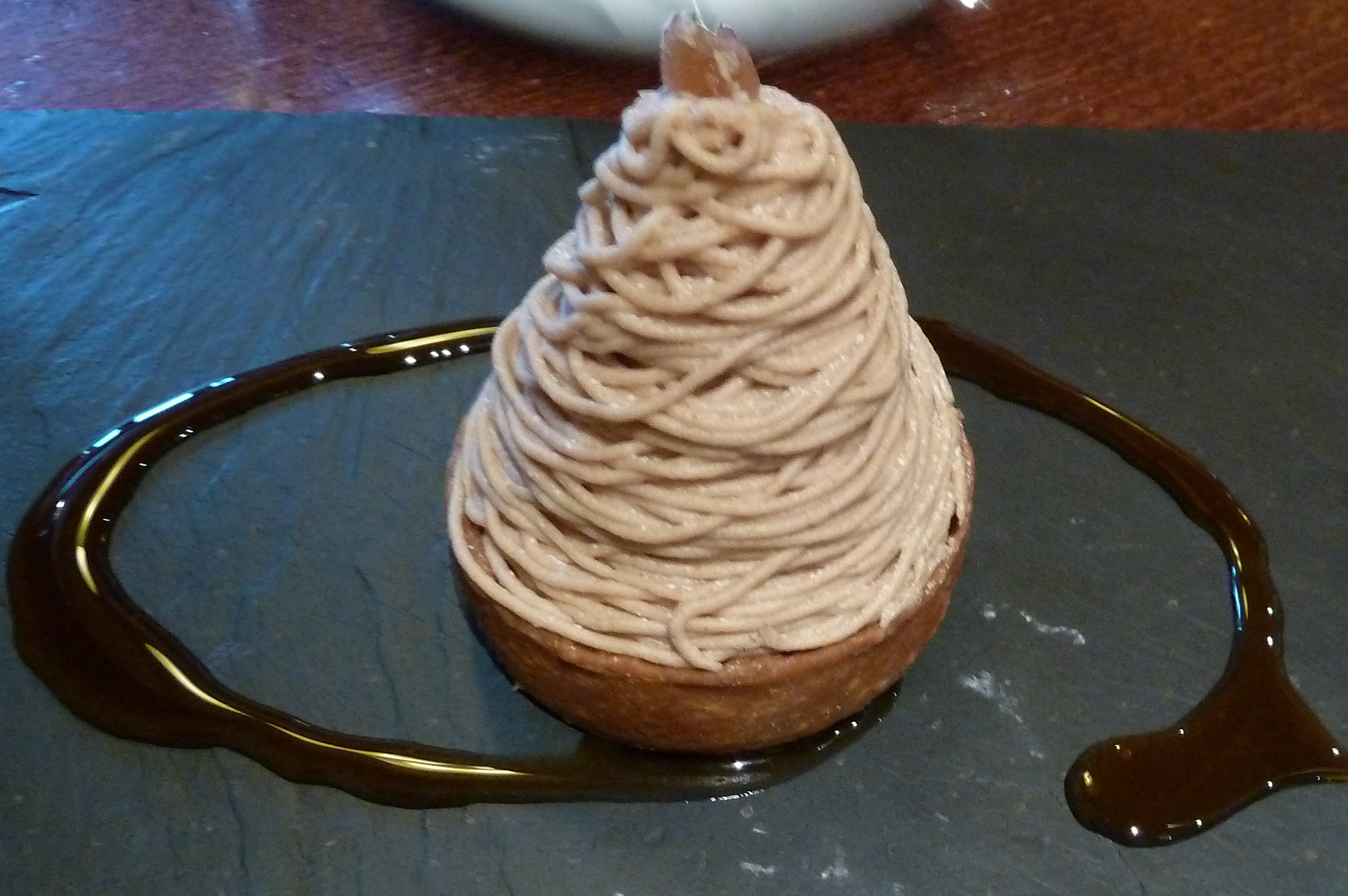
Mont-blanc aux marrons.

Mont-blanc désigne, soit un gâteau d'origine française à base de crème de marrons et de crème fouettée,, soit un gâteau à la noix de coco originaire des Antilles françaises.
Le premier, dans sa version contemporaine, est formé d'une base de meringue, parfois remplacée par une base de gâteau comme une génoise, garnie de crème chantilly, recouverte d'une crème de marrons passée au tamis pour former des vermicelles, le tout saupoudré éventuellement de sucre glace. Il s'agit le plus souvent d'un petit gâteau individuel. En Alsace, on l'appelle « torche aux marrons ». En Suisse, ce dessert s'appelle « des vermicelles ». Il aurait été créé à Paris au XIXe siècle.
Le second est une génoise fourrée à la crème au coco et recouverte de noix de coco râpée, dont on peut faire plusieurs parts. Il est populaire en Guadeloupe, en Martinique, en Guyane et en France métropolitaine.